# 约翰·费瑟斯
约翰·费瑟斯（英語：John Fethers，1929年12月4日—2010年3月30日），澳大利亚男子击剑运动员。他曾代表澳大利亚参加1950年和1954年大英帝国和英联邦运动会击剑比赛，获得三枚银牌和三枚铜牌。